# Agonie

Agonie (Der Todeskampf), Egon Schiele

Mit Agonie wird eine Reihe von Erscheinungen im Sterben bezeichnet, welche – das allmähliche Erlöschen der Nerventätigkeit anzeigend – dem Eintritt des Todes unmittelbar vorausgehen. Der Begriff wird im Sinne von „Todeskampf“ inzwischen als unwissenschaftlich und unpräzise betrachtet.
Im weiteren Sinne wird der Begriff auch im Sinne von „Leid“ oder „qualvoller, auswegloser Zustand“ gebraucht.

## Etymologie
Das Wort Agonie wurde aus dem kirchenlateinischen agonia („Angst, Todeskampf“) entlehnt, das auf altgriechisch ἀγωνία agonía („Kampf, Wettkampf; Angst, Furcht, Beklemmung“) zurückzuführen ist. Dies leitet sich wiederum ab von ἀγών agṓn („Kampf, Wettkampf; Versammlung“), das mit ἄγειν agein („führen, leiten“) zusammenhängt.

## Erscheinungen
Zu den möglichen Anzeichen des unmittelbar bevorstehenden Todes, die von Außenstehenden als qualvoll empfunden werden können, gehören: Unruhe, Beklemmung, Krämpfe, Kirchhofrosen, unverständliches Reden, Flockenlesen (Krozidismus), sodann schnarchende oder röchelnde Atmung bzw. „Schnappatmung“, kein fühlbarer Puls mehr, dem das Erkalten der Extremitäten folgt. Der Gesichtsausdruck von Patienten in einer Agonie wird mit dem klassischen Ausdruck der Facies hippocratica beschrieben.
Die Erscheinungen der Agonie gestalten sich unterschiedlich und können sich von wenigen Minuten bis hin zu mehreren Stunden erstrecken. Die möglichst genaue Abklärung und Einordnung der Todeszeichen und die Abgrenzung von z. B. vitalen gegenüber postmortalen Wunden kann in der Rechtsmedizin wichtige Hinweise auf die Dauer der sogenannten Agoniephase Verstorbener liefern.
Die Zeitphase vor dem Tod kann lethargisch-kraftlos oder – vermeintlich – aggressiv erscheinen.